# Nemesis the Warlock
Nemesis the Warlock - serien och dess huvudperson har samma namn. Serien skapades ursprungligen 1980 av Pat Mills och Kevin O'Neill för den brittiska tidningen 2000 AD, och har senare tecknats av bland annat Bryan Talbot, John Hicklenton och Henry Flint.
Kevin O'Neill återkom år 2000 för att teckna det allra sista avsnittet av serien i nummer 2000 av den veckovis utkommande tidningen.
Serien utspelar sig hundratals år in i framtiden, då jorden, Terra, går under namnet Termight, och styrs av den totalitäre diktatorn Tomas de Torquemada, som söker rensa galaxen från alla främmande (icke-mänskliga) livsformer.
Hjälten (åtminstone spelar han den rollen i de tidiga historierna - senare blir han en mer tvetydig karaktär) Nemesis är hans raka motpol, en utomjordisk magiker som vigt sitt liv åt den kraft som kallas "Khaos".
Serien har även blivit spel till Commodore 64, Amstrad CPC och ZX Spectrum. C64-versionen av detta spel skapades av Martech (1987), programmerare var Michael J. Archer, musiken är skriven av Rob Hubbard.